# Lola Novaković
Zorana « Lola » Novaković (en serbe cyrillique : Зорана Лола Новаковић), née le 25 avril 1935 à Belgrade, alors en royaume de Yougoslavie, et décédée le 3 avril 2016, est une chanteuse et actrice serbe.
Elle est connue pour avoir représenté la Yougoslavie au Concours Eurovision de la chanson 1962 à Luxembourg, avec la chanson Ne pali svetla u sumrak (Не пали светла у сумрак).

## Discographie

### Albums
- 1974 : Lola
- 1977 : 1.000.000 želja